# Dudyńce
Dudyńce (ukr. Dudinci, lem. Dudynci) ist ein Dorf in der Gemeinde Bukowsko, Powiat Sanocki, Polen. Es liegt in einem überwiegend bewaldeten, hügeligen Gebiet im äußersten Südosten Polens am Bach Dudynće und an der Landstraße rund neun Kilometer von Zarszyn entfernt in Richtung Bukowsko und hat 202 Einwohner (Stand 2010).
Der Ort wurde erstmals im 14. Jahrhundert unter diesem Namen erwähnt, der auf das polnische Wort Dudy („Dudelsack“) oder den polnischen Personennamen Duda zurückgeht: Dudinicze 1372, Dudenycze 1436, de Dudenyecz 1448, Dudyncze 1486, Dudyniec 1580, Dudence 1678, Dudynce 1745.

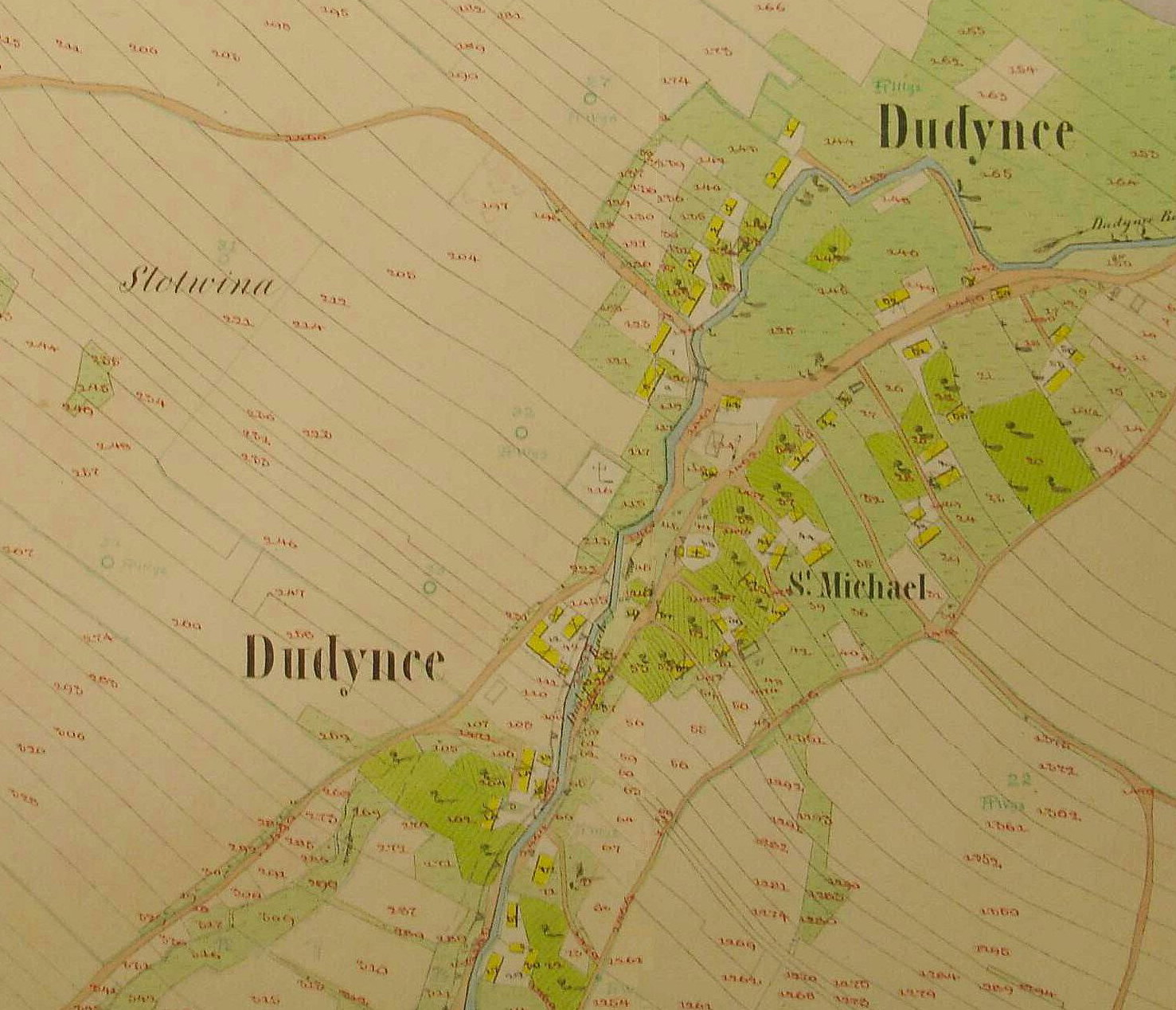
Katasterkarte des Dorfes Dudyńce von 1852, Galizien

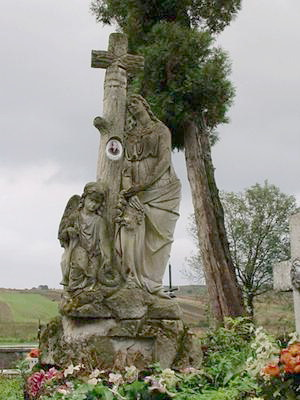
Alter Grabstein in Dudyńce

Die Kirchgemeinde gehört einschließlich Dudyńce, Jędruszkowce (Andruszkowce), Markowce, Pobiedno, (Pobidno), Podgaj, Pisarowce (Pisarzowice) zum Bistum Przemyśl, Dekanat Sanok. Von 1772 bis 1914, Dorf Dudynce in Prowinz Galizien, Kreis Sanok, Steuerbezirk Sanok. 1898 umfasste sie 438 Katholiken.
Bis 1946 lebten hier außerdem Ukrainer, die nach dem Zweiten Weltkrieg im Rahmen des Unternehmens Aktion Weichsel zwangsumgesiedelt wurden.